# San Isidoro (1776)
El San Isidoro (nombrado a veces San Isidro) fue un navío de línea napolitano de 64 cañones nominales, repartidos en dos puentes que, en 1776, fue intercambiado por tres fragatas españolas: Santa Teresa, Santa Dorotea y, probablemente el Santa Clara. El también napolitano San Leandro, gemelo del San Isidoro, también entró en la transacción y fue adjudicado a España.
Naufragó en 1794 cerca del puerto de Palamós, en un bajo muy peligroso conocido por Llosa de Palamós, sumergido a tan solo 3,4 m debajo del nivel del mar y que ha sido testigo de varios naufragios. Una de las anclas del navío se dice que está en el paseo marítimo.

## Adquisición
En 1776, la Armada española reemplazó las relativamente nuevas fragatas de 34 cañones Santa Dorotea y Santa Clara por dos pequeños barcos de línea de dos cubiertas de cañones de la flota de Nápoles. El mayor de ellos, San Guiseppe, fue nombrado San Isidoro por la Armada española.

## Historia
El San Giuseppe de la flota de Nápoles fue transferido, zarpando junto con el San Leandro a Cartagena, donde en agosto de 1776 fue puesto en reserva, desmontándole el armamento. Ambos navíos fueron convertidos en Cartagena de navios de línea de 60 cañones a uno de 68 cañones. El buque patrulló en 1777-1778 frente al Cabo de San Vicente y el Cabo de Santa María y en la costa del norte de África luchando contra la piratería. En junio de 1779, el barco participó en la primera expedición de guerra del Canal de la Mancha con la flota de Luis de Córdova, en papeles secundarios. Citado en la Escuadra de Observación, figura en los listado con navío de 70 cañones, estando al mando de Justo Riquelme y Salafranca, tras lo cual llegó el 25 de diciembre para reparaciones a Cádiz.
El 27 de febrero de 1780 llegó a Algeciras el barco con el San Lorenzo, San Justo y San Miguel y las fragatas Nuestra Señora del Rosarío y Santa Gertrudia. La flota reunida para el primer asedio de Gibraltar también incluía a los jabeques San Luis, Murciano y San Antonio. En 1780, la tripulación del barco capturó una fragata de la Armada danesa frente a Gibraltar con el Castilla, que fue entregada en Cádiz. El 14 de junio de 1780 junto con el San Leandro, procedente de Algeciras, se envió para mantenimiento en Cádiz.
El 2 de enero de 1782 el barco acompañó a la flota de Córdova hasta la escuadra de Borja procedente de Cádiz. En septiembre de 1782 el barco se encontraba en la bahía de Algeciras con barcos de las flota combinada francesa y española en el segundo asedio de Gibraltar. Salió de Algeciras para disparar contra Gibraltar con la escuadra de Moreno, donde murió un tripulante y tres heridos a bordo. El 10 de septiembre de 1782 el barco sufrió un incidente cerca de Algeciras, al resultar dañado el mástil de proa. Los daños fueron reparados en Algeciras. En octubre de 1782, el barco apoyó baterías flotantes disparando contra Gibraltar. El 21 de octubre de 1782, el barco participó en la batalla del Cabo Espartel, donde dos tripulantes resultaron heridos. En diciembre de 1782, el barco se encontraba en Cádiz en la flota reunida para la expedición a Jamaica. Sin embargo, la operación fue cancelada. El barco partió de Cádiz con la flota de Osorno en viaje de patrulla hacia el Cabo de San Vicente y el Cabo de Santa María y la costa del norte de África, desde donde regresó en agosto de 1783 a Cádiz. Estuvo entre 1783 y 1786 en la flota de Luis de Córdova en Cádiz. El 17 de septiembre de 1789 el barco se encontraba en mantenimiento en La Carraca. Estuvo en reserva en Cádiz en junio de 1790.
El 20 de julio de 1791 el barco transportó pasajeros y mercurio desde Cádiz a Veracruz, a donde llegó el 4 de septiembre. El 27 de noviembre de 1791 el barco transportó más de un millón de pesos y diversas mercancías desde Veracruz hasta La Habana, a donde arribó el 14 de diciembre. Las planchas de cobre del fondo del barco fueron reemplazadas en diciembre de 1791 en La Habana, desde donde zarpó el 13 de febrero de 1792 hacia Veracruz. El barco llegó a Veracruz el 24 de marzo con mástiles, cañones y tabaco. El 9 de abril el barco transportó más de un millón de pesos y mercancías (harina, madera y cobre) desde Veracruz hasta La Habana, donde llegó el 22 de abril. El 11 de mayo el barco partió de La Habana rumbo a Veracruz, adonde llegó el 22 de mayo. El 4 de julio el barco transportó más de tres millones de pesos y mercancías (frutas, planchas de cobre y vainilla) desde Veracruz hasta Cádiz, a donde llegó el 6 de octubre. El 9 de octubre el barco fue puesto en reserva en Cádiz.